# Oeonistis convoluta
Oeonistis convoluta är en fjärilsart som beskrevs av Fabricius 1781. Oeonistis convoluta ingår i släktet Oeonistis och familjen björnspinnare. Inga underarter finns listade i Catalogue of Life.